# Heavy metal argentin
Le heavy metal argentin désigne la culture et la musique heavy metal implantées en Argentine. 
Avant l'émergence d'une scène heavy metal argentine proprement dite, des groupes anglo-saxons étaient considérés comme d'importants prédécesseurs d'un hard rock plus lourd que ce qui était en vogue dans la scène tels que Black Sabbath, Deep Purple ou Led Zeppelin. D'ailleurs, dans plusieurs cas, plusieurs de ses membres deviendront plus tard membres de groupes de heavy metal. Ainsi, depuis la fin des années 1960, mais surtout à partir des années 1970, on trouve des groupes tels que Los Gatos dans leur dernière formation avec Pappo, Pappo's Blues, Manal, Billy Bond y La Pesada del Rock and Roll, Vox Dei, Pescado Rabioso, El Reloj, Plus et Aeroblus, entre autres.
Pour la plupart des historiens du rock argentin,,,, la date clé de l'origine de la scène heavy metal en Argentine est le 14 novembre 1980, date du concert Adiós Pappo's Blues, bienvenido Riff, au cours duquel le guitariste Pappo a présenté son nouveau groupe Riff, considéré par ces historiens comme le premier groupe argentin à suivre les lignes directrices musicales et esthétiques du heavy metal de la nouvelle vague du heavy metal britannique.
Depuis le regroupement de Rata Blanca en 2000, et surtout depuis la reprise des tournées internationales avec le concert d'Iron Maiden le 11 janvier 2004 au stade Vélez (ce qui témoigne de l'amélioration de la situation économique), le heavy metal en Argentine a conservé une popularité élevée et stable, sans rechute et avec des pics très élevés lors de l'arrivée de groupes internationaux tels que Megadeth, Iron Maiden, Metallica, Kiss et AC/DC. Le journal La Nación a évoqué le phénomène, dans un article du 4 octobre 2019, intitulé Primavera metalera : por qué la Argentina es un paraíso para las bandas del heavy.

## Histoire

### Origines
Les origines du heavy metal argentin remontent aux années 1970, avec des groupes comme Vox Dei, Almendra (avec leur deuxième album), La Cofradía de la Flor Solar, Manal, Pappo's Blues, Billy Bond y La Pesada del Rock and Roll, El Reloj, Color Humano, Pappo's Blues, Almendra (leur deuxième album), Billy Bond y La Pesada del Rock and Roll, Pescado Rabioso, El Reloj, Color Humano, Orion's Beethoven, Cuero (avec leur premier album), Plus et Piel de Pueblo (avec Pajarito Zaguri), entre autres. Bien que ces groupes n'aient pas fait du heavy metal tel que le terme est connu aujourd'hui, mais du « heavy rock », ils ont posé les fondations à partir desquelles le genre serait établi des années plus tard.
Los Gatos se séparent après la sortie de leur troisième album, Seremos amigos, en 1968. Tout se passe très vite et la musique rock est en train de changer radicalement. Cream (1966), Frank Zappa (1966), Santana (1966), Jimi Hendrix (1967), Traffic (1967), Deep Purple (1968) et Johnny Winter (1968) sont autant de représentants d'un rock de plus en plus progressif. Les membres de Los Gatos sentent qu'ils ont besoin d'assimiler de nouvelles expériences, d'entendre de première main toutes ces métamorphoses, et ils décident donc de voyager aux États-Unis. Tous sauf Litto Nebbia. Après la mort de son père, Nebbia se marie et commence à travailler sur les chansons qui feront partie de son premier album solo, sorti en 1969,,.
Après une impasse d'environ un an, une proposition a été faite de réunir le groupe et Ciro Fogliatta, Alfredo Toth et Oscar Moro sont rentrés au pays. Ils n'ont plus leur guitariste, Kay Galifi, qui est tombé amoureux d'une Brésilienne, qu'il a épousée et s'est installé au Brésil, où il vit encore aujourd'hui. Mais ils ont la proposition de reconstituer le groupe sur de nouvelles bases, en incorporant tout ce qu'ils ont appris. Ils ont également renouvelé leur équipement, ce qui n'est pas un détail : Ciro a apporté un orgue Hammond avec des haut-parleurs rotatifs Leslie, et Moro une puissante batterie Ludwig à double basse, ce qui est une attraction en soi.

### Années 1970—1980
Cuero (1973) est un groupe éphémère de musique expérimentale dont le premier album, Tiempo después, aborde le style heavy rock et blues des années 1970 avec certaines influences de groupes tels que Black Sabbath (1968) ou Deep Purple (1968), dès leurs premiers albums. Après la dissolution du groupe Piel de Pueblo (1972), formé par Pajarito Zaguri et Nacho Smilari - ex La Barra de Chocolate (1969), ce groupe est apparu avec un album, bien qu'il n'ait jamais participé à un spectacle en tant que groupe officiel. Composé d'Ignacio Smilari à la guitare, d'Enrique Masllorens à la basse et de Carlos Calabro à la batterie, le groupe se sépare après cet album et Smilari et Calabro partent tous deux aux États-Unis.
Le premier album est bien accueilli en Argentine et dans les pays d'Amérique latine comme le Pérou, le Venezuela, le Brésil et le Mexique. À tel point que la maison de disques fait de nouveau appel à Nacho Smilari pour sortir un deuxième album sous le nom du groupe,,.
Le premier groupe de heavy metal à connaître le succès est Riff (1980). Cela a été clairement établi lors du concert intitulé Adiós Pappo's Blues, Bienvenido Riff le 14 novembre 1980, où Pappo montre le nouveau visage de sa musique après être entré en contact avec les nouvelles influences de la « nouvelle vague de heavy metal britannique » (1975) à l'étranger.
Le 2 avril 1982, les forces armées argentines débarquent sur les îles Malouines, ce qui déclenche la guerre de l'Atlantique Sud. Le 14 juin 1982 est la date convenue pour la cessation des hostilités aux Malouines, bien que les Britanniques aient envahi les îles Sandwich du Sud. Pendant la guerre des Malouines, le Fondo Patriótico Malvinas Argentinas est lancé. Ainsi, après trois mois de dons pour financer la guerre, le point culminant est atteint le 8 mai, avec la diffusion de l'émission Las 24 horas de las Malvinas, produite par Argentina Televisora Color, dans laquelle l'esprit patriotique du public était exalté,.

### Années 1980—2010
La première moitié de l'année 1989 n'a pas été la période la plus paisible en Argentine. Le 23 janvier, le Movimiento Todos por la Patria réalise la prise de la caserne de La Tablada, qui fait plus de 39 morts. Ce groupe politique prétendait rechercher une rébellion populaire contre un nouveau soulèvement carapintada, ce qu'aucune information sérieuse n'a confirmé. Il faut noter que jusqu'à cette date, il y avait eu trois tentatives militaires : le 16 avril 1987, le 18 janvier 1988 et le 1er décembre 1988.
Depuis les années 2010, des groupes tels que Almafuerte, Rata Blanca, Malón, Horcas, Rojo Sangre Hard Rock, Tren Loco, Plan 4, A.N.I.M.A.L., Skiltron, Triddana, Lörihen, Azeroth, Asspera, et Tersivel sont considérés comme les plus populaires du pays. Parmi les chanteurs les plus importants de la scène heavy metal locale figurent : Adrián Barilari, Diego Valdez, Walter Meza, Ricardo Iorio, Andrés Giménez, Christian Bertoncelli, Alberto Zamarbide, Marcelo Corvalán, Mario Ian et Claudio O'Connor, entre autres. Malgré ses hauts et ses bas et ses difficultés, le heavy metal semble suivre sa devise « combattre et gagner » et entre dans une nouvelle période de croissance grâce à la diffusion de la musique au format multimédia.